# Пресодидактика
Пресодидактика — розділ медіадидактики, який вивчає закономірності розвитку знань, умінь і навичок особистоті при вивченні мови, а також формування переконань з опертям на друковані засоби масової комунікації (пресу). Її метою є розвиток медіаграмотності / медіакомпетентності з використанням друкованих медіапродуктів, в тому числі зображувальних. Передбачає продуктивні форми навчання для розвитку індивідуальності й творчих здібностей особистості, самостійності мислення.
Обмін соціальною інформацією через засоби журналістики деякі дослідники справедливо вважають духовним спілкуванням, особливим соціальним процесом, який виникає на певному ступені розвитку людства. Наголошуємо саме на цьому, оскільки засобам журналістики у навчальному процесі приділяється надто мало уваги. Вони ж — як мовні знаки національної культури — мають здатність привертати увагу до себе. І сьогодні їм належить чільне місце у формуванні особистості, оскільки, з одного боку, ЗМІ/ЗМК — об'єкти національної культури, з іншого — джерело інформації, про актуальність якої годі й говорити. Навряд чи найближчим часом ми будемо мати інші об'єкти для «духовного спілкування».
Заняття за матеріалами періодики, як і за матеріалами інших засобів масової інформації, мають розпочинатися з перших днів вивчення мови, забезпечувати при цьому вирішення лінгвометодичного завдання конкретного етапу навчання. Цьому сприяє весь масив масовокомунікаційного джерела. Найкраще ЗМІ залучати в процес навчання мови для спілкування, комунікації з певної теми, обирати для цього той чи інший вербальний чи невербальний матеріал, ту чи іншу тему. Технології опрацювання масовокомунікаційних текстів різні, проте матеріали, дібрані з заздалегідь визначеною метою й донесені до студентів, мають спонукати до мовлення. Національні символи як невербальні знаки національної культури виступають надзвичайно ефективними мовленнєвими стимуляторами. Донесення їх вартісної інформації значно підвищує рівень культурної пам'яті. Інтерес до культурологічних знань на пресодидактичних заняттях заохочує студентів до пізнання певного символу, спонукає побачити й «прочитати» зміст інших символів, понять.
Технології пресодидактики обумовлювались необхідністю ведення діалогу культур при вивченні іноземної мови. Акцент робився на розширення культурної пам'яті. Кожен друкований медіапродукт, залучений до навчального процесу, розглядався як країнознавчий об'єкт, уособлював певний знак національної культури.
В уяві народів світу є чимало знаків власної національної культури, з присутністю яких в освітньому полі пов'язані народні перекази, вірування, легенди. Вперше дослідники звернули увагу на особливості позамовної культурознавчої інформації з масовокомункаційних джерел у 70-і роки минулого століття. Згодом Г. В. Онкович було запропоновано терміни «пресодидактика» і «пресолінгводидактика» (1993 р.), далі — «радіодидактика», «теледидактика», «інтернет-дидактика», котрі сьогодні об'єднані поняттям «медіадидактика». Виокремлювались особливості роботи з мовою преси (пресолінгводидактика), ілюстраціями (фотодидактика, дидактика документального кадру). Відбувалося це з розумінням того, що використання матеріалів засобів масової інформації/комунікації (ЗМІ/ЗМК) в аудиторії майбутніх перекладачів переслідує одну мету, менеджерів зовнішньоекономічної діяльності — іншу, філологів — третю, нефілологів — четверту…
Саме за допомогою технологій пресодидактики можна викоритсовувати позамовні чинники медіазасобів, ширити культурну пам'ять тих, хто вчиться, стимулюючи при цьому розвиток мовлення (при вивченні мови), критичного мислення (в освітньому процесі вазгалі).